# Кусиро (округ)
Кусиро (яп. 釧路支庁 Кусиро-ситё:) — округ в составе губернаторства Хоккайдо (Япония). На октябрь 2005 года население округа составляло 261 891 человек. Официальная площадь округа — 5,997.3 км².

## История
- 1897 год, создан округ Кусиро
- 1922 год, округ переименован в округ Кусиронокуни (釧路国支庁)
- 1948 год, уезд Асёро переведен в округ Токати
- 1957 год, округу вернули старое название — округ Кусиро

## Состав округа

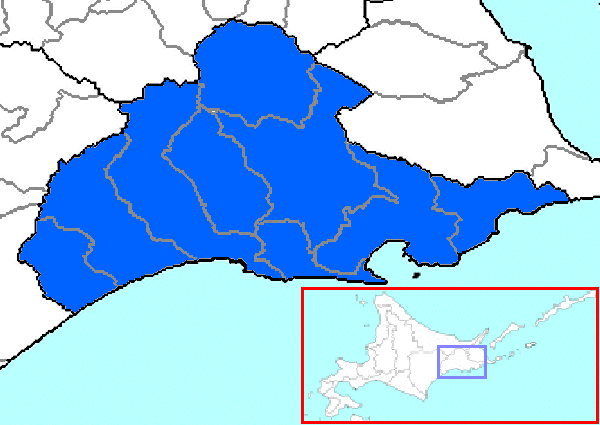
Округ Кусиро

### Город
- Кусиро (административный центр округа)

### Города и деревни уездов
- Акан
  - Цуруи
- Аккеси
  - Аккеси
  - Хаманака
- Каваками
  - Сибетя
  - Тесикага
- Кусиро
  - Кусиро
- Сиранука
  - Сиранука